# Fericire de familie
Fericirea in casnicie este o nuvelă a scriitorului rus Lev Tolstoi publicată pentru prima oară în 1859. Este despre relația unei fete tinere Mașecika cu un bărbat mult mai în vârstă pe nume Serghei Mihailovici. Mașecika cu timpul înțelege că adevărata căsătorie e mai complicată decât ea credea. Astfel, titlul operei este unul ironic.